# Рэмзи, Аллан (художник)
А́ллан Рэ́мзи, Ремзи, Рэ́мсей (англ. Allan Ramsay; 13 октября 1713 — 10 августа 1784) — шотландский художник-портретист.

## Биография
Родился в Эдинбурге в семье Аллана Рэмзи, поэта и автора пасторальной комедии «Благородный пастух». С двенадцатилетнего возраста Рэмзи учился в Лондоне под руководством шведского художника Ханса Хайсинга и в академии художеств. С 1736 года жил в Риме и Неаполе, где три года учился под руководством Франческо Солимены и Франческо Фернанди.
По возвращении в Эдинбург в 1738 году снискал известность парадными портретами шотландских аристократов во вкусе французской живописи рококо. В 1752 году сбежал с Маргарет Линдси, юной дочерью баронета, которая брала у него уроки живописи, и женился на ней (несмотря на противодействие её дяди графа Мэнсфилда, который занимал высокие посты в правительстве). С 1754 по 1757 гг. путешествовал с женой по Италии, зарабатывая на жизнь портретами аристократов, совершавших гран-тур.
В 1761 году переехал в Лондон, где получил престижный пост главного придворного художника. Вместе с учениками выполнил десятки, если не сотни парадных портретов Георга III, которые часто вручались иностранным послам. В 1762 году опубликовал «Диалог о вкусе» (A Dialogue on Taste). В 1770 году из-за проблем со здоровьем оставил живопись и сосредоточился на литературной деятельности. После смерти Рэмзи пост придворного художника занял Джошуа Рейнольдс.